# Wallen Winschoterdiep Zuidzijde
Wallen Winschoterdiep Zuidzijde is een voormalig waterschap in de provincie Groningen.
Het schap had het onderhoud van de oevervoorzieningen aan de zuidzijde van het (sinds de jaren 60 gedempte) Oude Winschoterdiep in Sappemeer tot taak.